# Duanju
 (juillet 2025).
La mise en forme du texte ne suit pas les recommandations de Wikipédia : il faut le « wikifier ».
Les points d'amélioration suivants sont les cas les plus fréquents. Le détail des points à revoir est peut-être précisé sur la page de discussion.
- Les titres sont pré-formatés par le logiciel. Ils ne sont ni en capitales, ni en gras.
- Le texte ne doit pas être écrit en capitales (les noms de famille non plus), ni en gras, ni en italique, ni en « petit »…
- Le gras n'est utilisé que pour surligner le titre de l'article dans l'introduction, une seule fois.
- L'italique est rarement utilisé : mots en langue étrangère, titres d'œuvres, noms de bateaux, etc.
- Les citations ne sont pas en italique mais en corps de texte normal. Elles sont entourées par des guillemets français : « et ».
- Les listes à puces sont à éviter, des paragraphes rédigés étant largement préférés. Les tableaux sont à réserver à la présentation de données structurées (résultats, etc.).
- Les appels de note de bas de page (petits chiffres en exposant, introduits par l'outil «  Source ») sont à placer entre la fin de phrase et le point final[comme ça].
- Les liens internes (vers d'autres articles de Wikipédia) sont à choisir avec parcimonie. Créez des liens vers des articles approfondissant le sujet. Les termes génériques sans rapport avec le sujet sont à éviter, ainsi que les répétitions de liens vers un même terme.
- Les liens externes sont à placer uniquement dans une section « Liens externes », à la fin de l'article. Ces liens sont à choisir avec parcimonie suivant les règles définies. Si un lien sert de source à l'article, son insertion dans le texte est à faire par les notes de bas de page.
- La présentation des références doit suivre les conventions bibliographiques. Il est recommandé d'utiliser les modèles {{Ouvrage}}, {{Chapitre}}, {{Article}}, {{Lien web}} et/ou {{Bibliographie}}. Le mode d'édition visuel peut mettre en forme automatiquement les références.
- Insérer une infobox (cadre d'informations à droite) n'est pas obligatoire pour parachever la mise en page.

Pour une aide détaillée, merci de consulter Aide:Wikification.
Si vous pensez que ces points ont été résolus, vous pouvez retirer ce bandeau et améliorer la mise en forme d'un autre article.
 (juillet 2025).
Motif : Traduction automatique avec des sources uniquement de 2025, à voir sur la durée
- Archive Wikiwix
- Bing
- Cairn
- DuckDuckGo
- E. Universalis
- Gallica
- Google
- G. Books
- G. News
- G. Scholar
- Persée
- Qwant
- (zh) Baidu
- (ru) Yandex
- (wd) trouver des œuvres sur Wikidata

| 1. | Préciser le motif de la pose du bandeau. | Précisez le motif de la pose du bandeau en utilisant la syntaxe suivante : {{admissibilité à vérifier\|date=août 2025\|motif=remplacez ce texte par le motif}}              |
| 2. | Informer les utilisateurs concernés.     | Pensez à avertir le créateur de l'article, par exemple, en insérant le code ci-dessous sur sa page de discussion : {{subst:avertissement admissibilité à vérifier\|Duanju}} |

 (juillet 2025).
Le duanju (短剧) est un format originaire de Chine de fiction sérielle courte conçu pour un visionnage vertical sur smartphone. Ce genre, également désigné par les termes short drama, mini drama, microfiction ou fiction verticale mobile, se caractérise par des épisodes très courts, souvent d’une à trois minutes et une narration rythmée destinée à capter rapidement l’attention du spectateur. 

## Format
Conçues avant tout pour les plateformes mobiles, beaucoup de duanju sont produites directement au format vertical afin de faciliter le visionnage sur smartphone. Elles sont optimisées pour répondre aux usages fragmentés du public, avide de contenus courts à consommer rapidement. En raison de leur brièveté et de leur conception pensée pour le mobile, les duanju sont parfois appelées short dramas, vertical dramas, micro-dramas ou mobile dramas dans les pays anglophones. Certaines de ces séries sont également adaptées en jeux narratifs interactifs.
Sur le plan narratif, ces mini-séries chinoises peuvent être comparées aux feuilletons dans les pays anglophones, bien que leur rythme soit beaucoup plus rapide et intense.

## Émergence et développement en Chine
Le duanju trouve son origine dans les fictions en ligne chinoises apparues vers 2002, publiées par épisodes sur des plateformes comme Qidian, avec un modèle économique à la carte ou par abonnement.
En 2013, les premières fictions duanju au format vidéo apparaissent sur Youku Tudou.
À partir de 2018, leur diffusion se développe sur des applications mobiles verticales comme Douyin (version chinoise de TikTok), ReelShort, DramaBox, GoodShort et Kuaishou.
Entre 2020 et 2022, le format se professionnalise : tournages accélérés (souvent en moins de deux semaines), format vertical 9:16, budgets allégés, et monétisation par modèles freemium ou paiement à l’épisode. Contrairement à la majorité des contenus publiés sur des applications comme TikTok, les duanju sont produits de manière professionnelle, et non générés par les utilisateurs (contenu généré par les utilisateurs). Les sociétés de production chinoises engagent des acteurs et des équipes techniques professionnelles pour tourner et monter ces séries. Les duanju adoptent généralement un modèle freemium : quelques épisodes sont disponibles gratuitement, puis la série est monétisée via différents moyens, notamment la vidéo à la demande ou l’abonnement.
En 2023, l’audience mondiale du duanju est estimée à environ 1,6 milliard de spectateurs.
En 2024, le marché des duanju en Chine a dépassé celui du cinéma national, avec plus de 50 milliards de yuans (environ 7 milliards USD) contre 47 milliards. Le secteur aurait généré plus de 600 000 emplois,,,,. Les duanju représentent ainsi l’un des secteurs les plus dynamiques de l’industrie du divertissement en Chine.
En 2025, le journal britannique The Guardian a mis en avant le succès croissant des duanju. L’article mentionne également que cette tendance pourrait représenter un marché de plus de 14 milliards de dollars d’ici 2027.

## Expansion internationale

### France
Au printemps 2023, la première série française au format duanju, Les aventures avec ma voisine, est publiée sur Facebook sur la page de Guillaume Sanjorge, où elle cumule plusieurs centaines de milliers de vues, avant d’être diffusée sur une plateforme asiatique. 
En juin 2024, le journal Le Monde décrit l’arrivée en France des séries courtes verticales, diffusées principalement via l’application ReelShort, et souligne leur succès croissant auprès du jeune public.
Le 23 novembre 2024 a lieu la première projection publique de séries au format Duanju, organisée par l’association Studio Phocéen'.
Depuis 2025, la plateforme asiatique Stardust TV, commence à s’étendre en France. Parmi ses nouveaux contenus figure la série verticale française Les Aventures avec ma voisine (Next Door Adventure), produite par Guillaume Sanjorge. Il s’agit de la première série française diffusée sur une plateforme asiatique dédiée à la fiction mobile verticale,,,. Roi Gandolfi (King Gandolfi), du même producteur, adopte ce format avec des acteurs français renommés.
Le 14 juin 2025, l’association Studio Phocéen réunit un plateau international avec des créateurs, producteurs pour explorer le potentiel croissant de ce format. Le producteur Jean-François Fonlupt, les acteurs Michel La Rosa, Jean-Louis Barcelona, Magali Semetys sont intervenus.
En juillet 2025, Gaëtan Bruel, président du CNC, évoque pour la première fois le format à l'occasion d'un déplacement en Asie.
En août 2025, la journaliste Jade Hin-Cellura du magazine Géo consacre un article à l’engouement d’Hollywood pour les mini-feuilletons chinois, et met en avant le Duanju comme un format en pleine expansion. Le quotidien francophone canadien La Presse publie un article de Mathieu Perreault qui décrit l’essor du format en France. On y rapporte les propos du producteur Guillaume Sanjorge, qui organise à Paris des projections de duanju depuis 2024. Il souligne que les premières séries européennes sont souvent des traductions de productions chinoises, et qu’il faut davantage de développement pour le public occidental. Selon lui, le format, limité à de petits décors et à un ou deux personnages par scène, permet de réduire les coûts, avec des budgets estimés entre 80 000 et 200 000 euros.

### Ukraine
Holywater, une société fondée par Bogdan Nesvit, a lancé en 2024 l’application mobile My Drama, une plateforme de diffusion de séries courtes verticales de deux à trois minutes, conçue pour les usages mobiles contemporains.'' La plateforme a rapidement gagné une base d’utilisateurs croissante en Europe de l’Est et génère plusieurs millions de dollars de revenus annuels.''
Le média français Duanju.fr a décrit l’une des séries disponibles sur la plateforme, Alpha King’s Hated Princess, comme «une romance sombre et intense, délivrée dans un format ultra-condensé avec une mise en scène stylisée, destinée à un public averti et mature».
En mai 2025, l’application a remporté un Webby Award et a été désignée meilleur service de streaming de l’année.'''
En août 2025, le quotidien canadien francophone La Presse rapporte que MyDrama est devenue la plateforme dominante en Europe pour les micro-séries verticales. Selon l’article, la société a été fondée par des Ukrainiens et ses créateurs ont déclaré au Kyiv Post qu’ils recouraient à l’intelligence artificielle pour générer certaines portions de scénarios, afin de réduire le coût de production d’une série à environ 20 000 dollars américains.

### États-Unis
Les sociétés de production chinoises ont commencé à collaborer avec des partenaires américains et britanniques pour adapter leurs contenus au public anglophone. Cela se fait soit par le doublage des séries chinoises existantes, soit par la reconstitution complète des séries avec des acteurs anglophones. Ces productions, réalisées avec des budgets très réduits, peuvent être tournées en moins de 10 jours pour une saison entière.
Aux États-Unis, le producteur Chris Wicke a qualifié le duanju de « prochaine frontière du récit mobile à l’échelle mondiale » dans un article publié par Forbes en mars 2025.
En 2025, Netflix adopte un flux vertical mobile. La journaliste Isabelle Deromas Lebocq note cette évolution vers un format court et vertical, caractéristique du duanju.

## Controverses liées au droit d’auteur
En raison des cycles de production très courts et des faibles coûts, lorsqu’un scénario devient populaire, de nombreuses entreprises s’empressent de l’imiter. Cela entraîne une saturation du même type de contenu sur internet, une lassitude du public, et des violations des droits d’auteur ou autres droits de propriété intellectuelle.